# Callicentrus callicerus
Callicentrus callicerus är en insektsart som beskrevs av Ramos 1979. Callicentrus callicerus ingår i släktet Callicentrus och familjen hornstritar. Inga underarter finns listade i Catalogue of Life.